# Hanna Nałkowska
Hanna Nałkowska (ur. 18 stycznia 1888 w Warszawie, zm. 24 września 1970 tamże) – polska rzeźbiarka.

## Debiut artystki
Ukończyła pensję Emilii Pankiewiczówny. Uczyła się rzeźbiarstwa u Teodora Skoniecznego. Po raz pierwszy wystawiła rzeźbę w 1913 roku w Salonie Wiosennym Zachęty, była to praca Helenka. W 1916 roku wstąpiła do Szkoły Sztuk Pięknych w Warszawie, gdzie uczyła się malarstwa u profesorów Edwarda Trojanowskiego, Stanisława Lentza i Karola Tichego, a rzeźby u Xawerego Dunikowskiego i Edwarda Wittiga. W tym samym roku otrzymała pierwszą nagrodę w konkursie Zachęty za rzeźbę Bojownik. 

## Okres międzywojenny

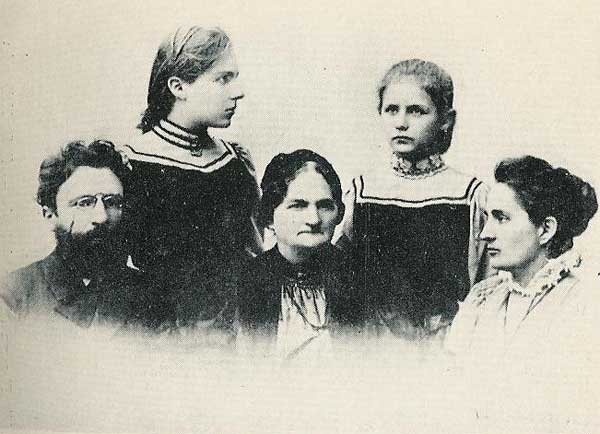
Zdjęcie rodziny Nałkowskich (siedzą od lewej Wacław Nałkowski, jego teściowa i żona Anna. Stoją córki: Zofia i Hanna)

Okres międzywojenny to czas ożywionej działalności artystycznej Hanny Nałkowskiej. W owym czasie wystawiała swoje prace na licznych wystawach indywidualnych: w warszawskiej Zachęcie (1922, 1931) oraz na wielu prestiżowych wystawach zbiorowych, między innymi w Związku Zawodowym Artystów Plastyków w Warszawie (1927, 1928), w Instytucie Propagandy Sztuki (1935, 1937), w mniejszych galeriach na terenie Warszawy, a także w Poznaniu, Łodzi, Lublinie, Lwowie, w Galerii Zaka w Paryżu (1930), w Salonie Wiosennym (1930) i Salonie Jesiennym (1931) w Paryżu, w Muzeum Jeu de Paume w Paryżu (1937), na Światowej Wystawie w Nowym Jorku (1939) i wielu innych.
W latach 1930–1931 studiowała we Włoszech (technikę rzeźby w marmurze) i w Paryżu (pod kier. Ch. Despiau, M. Gimonda i J. Bernarda). Na Wystawie Światowej w Paryżu w 1937 roku została nagrodzona medalem za rzeźbę Ewa i medalion z podobizną ojca. Rzeźba Ewa znajduje się w zbiorach Muzeum Narodowego w Warszawie. 

## II wojna światowa

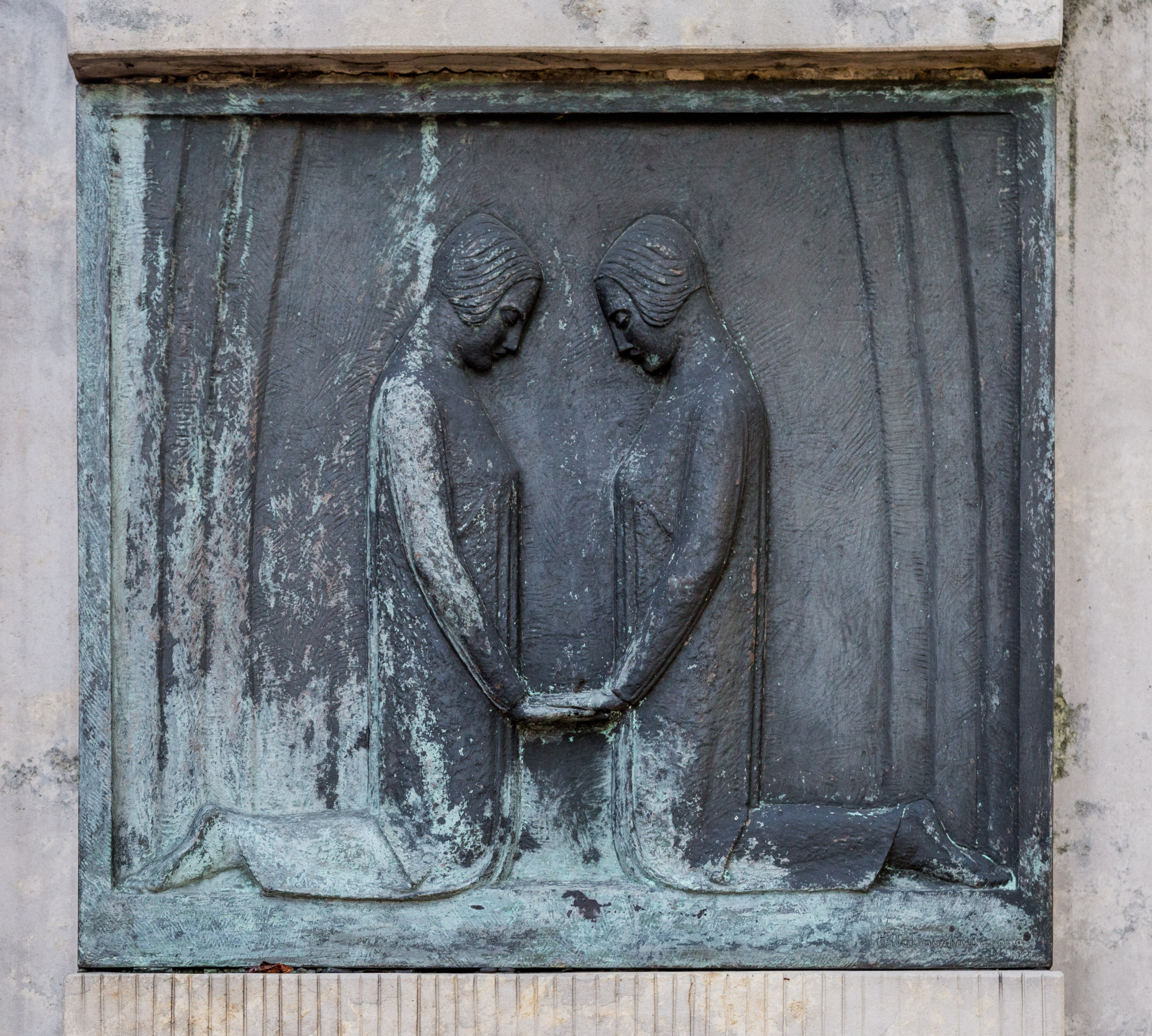
Płaskorzeźba na pomniku ofiar wojen z lat 1914–1918 i 1920 w Dąbrowie Tarnowskiej

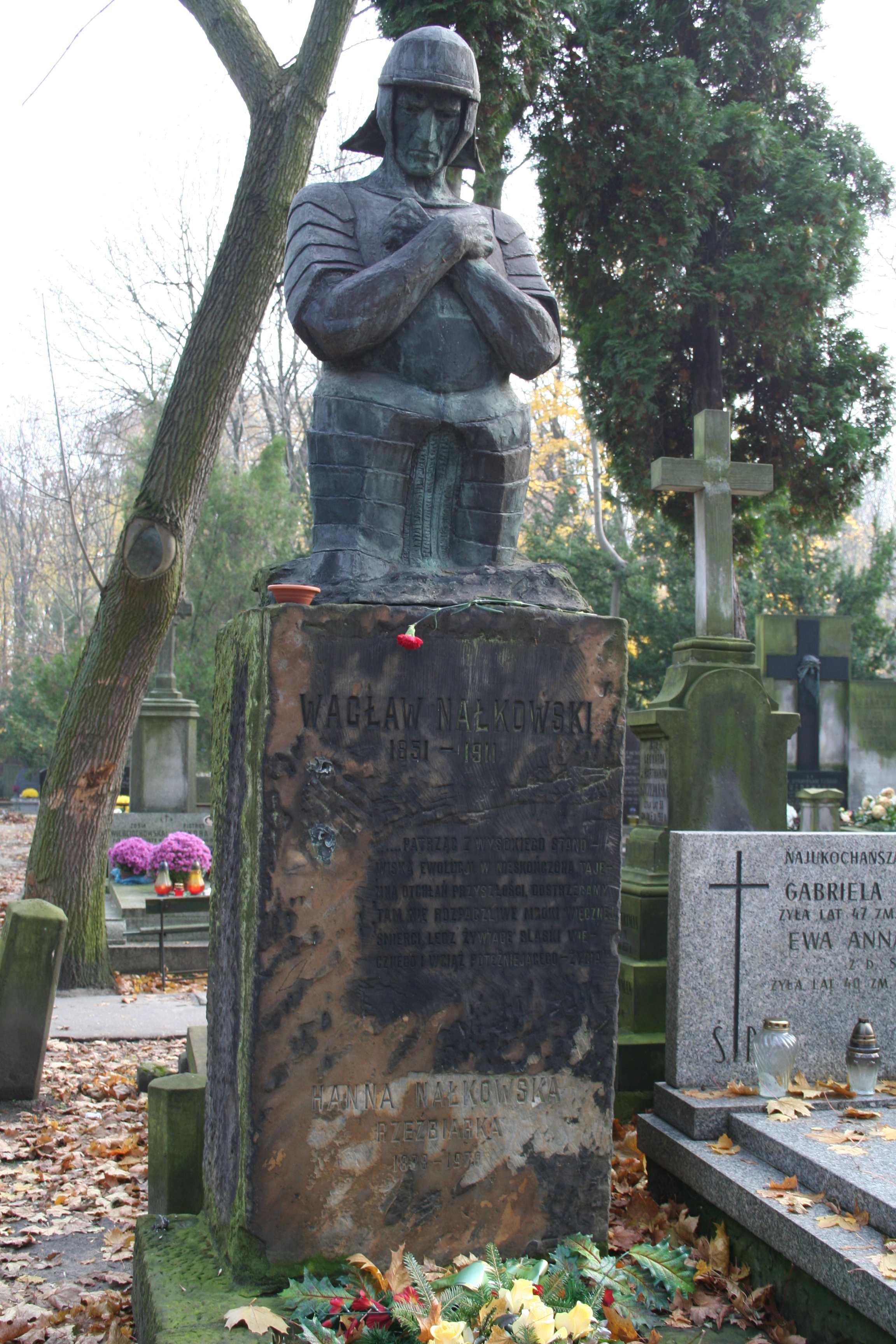
Rzeźba Bojownik Hanny Nałkowskiej na wspólnej mogile artystki i jej ojca (cmentarz Powązkowski w Warszawie)

Znaczna część dorobku rzeźbiarki została utracona podczas II wojny światowej, m.in. rzeźby: Siłacz, Dziewczyna siedząca, Charcica, Tancerka Ruth Sorel, Tors, Akt, portrety i popiersia: Stefana Żeromskiego, Ewy Szelburg-Zarembiny, Waleriana Łukasińskiego, Józefa Mireckiego, projekty pomników: Adama Mickiewicza, Józefa Mireckiego, Stefana Okrzei, płaskorzeźba Przysięga. Jedynie w Dąbrowie Tarnowskiej ocalała brązowa płaskorzeźba na pomniku poświęconym poległym w pierwszej wojnie światowej.

## Po wojnie
Po wojnie w latach 1945–1953 Nałkowska wyjechała do Łodzi, gdzie wróciła do rzeźbienia. W 1947 roku artystka pracowała nad pomnikiem Stu Straconych, który miał upamiętniać egzekucję stu Polaków w akcie zemsty za zamordowanie gestapowca. Pomnik został zamówiony u rzeźbiarki przez magistrat Zgierza, niestety nie został on zrealizowany. W 1948 roku na konkursie przedolimpijskim Nałkowska została wyróżniona za rzeźbę Rytm. W 1953 roku rzeźbiarka wróciła do Warszawy, gdzie na Starym Mieście stworzyła swoją pracownię. To w niej powstały: nagrobek Zofii Nałkowskiej (1959), płaskorzeźba Socjalistycznej kobiety w konkursie zorganizowanym przez władze Łodzi, ostatecznie wykorzystana jako element pomnika nagrobnego Władysławy Bytomskiej, łódzkiej działaczki KPP, popiersie Wacława Nałkowskiego do audytorium jego imienia w Instytucie Geografii na Uniwersytecie Warszawskim (1961), Głowa dziewczyny, Głowa chłopca, głowa Antoniego Bolesława Dobrowolskiego, portret Władysława Tatarkiewicza, Jana Brzechwy oraz kilka płaskorzeźb portretowych na cmentarzach warszawskich i tablica pamiątkowa profesora Leśniowskiego w Szpitalu Dzieciątka Jezus w Warszawie, trzy posągi religijne w kościele garnizonowym w Łodzi i posąg Madonny w kościele w Bełchatowie. Elementem nagrobku jej ojca została rzeźba Bojownik. Ostatnią indywidualną wystawą dzieł Hanny Nałkowskiej była wystawa w warszawskiej Kordegardzie (1963). Sylwetka artystki z całą pewnością warta jest uwagi ze względu na jej uwikłania środowiskowe, indywidualność przejawiającą się w życiowych wyborach oraz stosunkowo wysoki poziom formalny dzieł. Dorobek artystki został opisany i skatalogowany. Zebrano naukowo i umówiono zachowane dokumenty, a także usystematyzowano fakty z jej życia prywatnego jak i zawodowego. 

## Życie prywatne
Urodziła się w rodzinie Wacława i Anny z Šafránków (1862–1942). Jej starszą siostrą była pisarka Zofia Nałkowska. Hanna Nałkowska była dwukrotnie zamężna. Pierwszym mężem był Maksymilian Bick, wysoki urzędnik w Polskim Monopolu Tytoniowym, za którego wyszła w 1924 roku w wieku 36 lat. Małżeństwo trwało do 1941 roku, kiedy to Maksymilian Bick popełnił samobójstwo. Drugim mężem artystki (w latach 1952–1955) był Zygmunt Stefanowicz, który zmarł po trzech latach małżeństwa.
Podczas II wojny światowej wraz z matką przebywała w okupowanej Warszawie, gdzie Hanna prowadziła sklep tytoniowy. Rok po śmierci męża, zmarła również matka Hanny, z którą rzeźbiarka była bardzo związana. Te okoliczności sprawiły, że więź ze starszą siostrą Zofią się mocno zacieśniła.
Po wojnie, z powodu zniszczenia Warszawy, zamieszkała wraz z siostrą w Łodzi w kamienicy przy obecnej al. A. Mickiewicza, 15, noszącej w Łodzi miano "domu literatów", ponieważ zamieszkało tam w tym czasie wielu wybitnych polskich literatów.
Nałkowska rzeźbiła do końca życia. Ostatnie lata życia poświęciła dodatkowo na porządkowanie i udostępnianie spuścizny po swoim ojcu, Wacławie Nałkowskim oraz siostrze Zofii (Artystka wyraziła zgodę na publikację pamiętników swojej siostry).
Rzeźbiarka spoczywa we wspólnej mogile ze swoimi rodzicami na cmentarzu Powązkowskim w Warszawie (kwatera 219-2-1).